# Bollekens (Hoogstraten)
Bollekens is de naam van een gebiedje dat vroeger tot het Land van Hoogstraten behoorde. Het is gelegen tussen Meerle en Ulicoten.

## Bernarduskapel
Bollekens werd in 1648 bij de Spaanse Nederlanden gevoegd. Aangezien het gebied een inham in de grens met Staats-Brabant vormde, kwam de grens hier dicht bij de kom van Ulicoten te liggen. Toen in hetzelfde jaar in het Staatse gebied de uitoefening van de katholieke godsdienst werd verboden, reageerde men hierop door in 1654 een grenskerk op te richten, alwaar ook het 15e-eeuwse beeld van Bernardus van Clairvaux werd geplaatst, waaromtrent een devotie was ontstaan.
In 1798 kregen de bewoners van Ulicoten hun kerk weer terug, maar de grenskerk werd daarentegen in beslag genomen door het Fransgezinde bewind en afgebroken.
Tijdens de Tweede Wereldoorlog beloofde de pastoor van Ulicoten om de kapel te herbouwen, indien de parochie ongeschonden uit de oorlog tevoorschijn zou komen. De parochiekerk werd echter vlak voor de bevrijding verwoest. Niettemin kwam de kapel tot stand naar een ontwerp van J. Oomen. Voor de bouw werden de stenen van de verwoeste kerk gebruikt. Op 20 augustus 1945 werd de nieuwe Bernarduskapel ingewijd. De kapel is omringd door een parkje. In 1949 werden in een nabijgelegen bosje ook kruiswegstaties aangebracht, vervaardigd door Matthieu Doesborg en geschonken door ouders waarvan de zonen heelhuids waren teruggekeerd uit Indonesië.
In 2002 werd een monument geplaatst, dat twee biddende handen voorstelt en vervaardigd werd door Jan Boeren. Van dezelfde kunstenaar is een handwijzer, in 2004 geplaatst, die een wit Bernardusbeeld draagt.
De kapel en het omliggende parkje, hoewel op Belgisch grondgebied gelegen, zijn eigendom van de parochie Ulicoten.

## Natuur en landschap
De Bollekensloop en de Pools Heining komen in dit bosgebied bij elkaar om verder naar de Mark te stromen als Heerlese Loop.